# Hedehusene
Hedehusene er en stationsby på Nordøstsjælland beliggende i Høje-Taastrup Kommune. Byen har et indbyggertal på 16.731 indbyggere  (2025) og hører til Region Hovedstaden. Den fungerer som satellitby til Hovedstadsområdet. Hedehusene opstod ved den første jernbanestrækning fra København mod Vestsjælland.

## Historie
Der er for få eller ingen kildehenvisninger i dette afsnit, hvilket er et problem. Du kan hjælpe ved at angive troværdige kilder til de påstande, som fremføres.

Kallerupstenen er en af Danmarks ældste runestene. Den er fra ca. 800 – 825. Stenen blev fundet ved Kallerup nord for Hedehusene i 1827. Den står ved Ansgarkirken. Teksten er: "Hornbores, Svides ætlings sten."
Kirken fik sit navn ved indvielsen i 1921 efter Ansgar, der kom til landet i samme periode, som Kallerupstenen blev rejst.
På Kallerupstenen ses to små skålformede fordybninger. De menes at være elementer i en kult, der er meget ældre end runerne.
Ved anlæggelsen af den første landevej mellem København og Roskilde i 1642, Kongevejen, bød kong Christian IV, at der blev bygget et hus for en foged til bevogtning af bommene ved vejen. Det blev det første hus på Heden – senere Hedehusene. Kong Christian IV er sådan set Hedehusenes grundlægger. Vejen måtte opgives som kongevej omkring 20 år senere, og Kongens Hedehus blev kro.
Kongevejen forfaldt og erstattes i 1700-tallet af den nuværende Roskildevej, der passerer Hedehusene. Det er i Hedehusene, at Roskildevej (vejen fra København mod Roskilde) går over i Københavnsvej (vejen fra Roskilde mod København).
En kro bliver til to-tre kroer, men det er stort set, hvad der sker med Hedehusene til jernbanen bliver bygget i 1847. At der blev anlagt en station i Hedehusene skyldtes først og fremmest, at lokomotiverne skulle have påfyldt vand. Mange amerikanske byer er skabt af samme årsag. Hedehusene var i mange år blot et par huse omkring kro og station med langt til landsbyerne Kallerup, Fløng og Baldersbrønde.
Fra 1900 sker der en betydelig vækst i Hedehusene især pga. Hedehus-Teglværket, der i begyndelsen af 1900-tallet var landets største, og de store grusgrave i området. Hedehusene Station var en af Danmarks største godsbanegårde, da den nuværende 3. station i Hedehusene indviedes i 1917.
Hedehusene stationsby havde 586 indbyggere i 1906, 859 i 1911 og 1.021 indbyggere i 1916.
I 1911 havde Hedehusene 859 indbyggere, heraf ernærede 69 sig ved landbrug, 475 ved håndværk og industri, 114 ved handel og 91 ved transport. Omkring 1920 havde byen missionshus (en kirke var under opførelse), vandværk, kro (Hedehuskro), andelsmejeri, købmandsforretninger og flere industrielle anlæg som Kaffesurrogatfabriken Danmark, kalksandstensfabrik, skærvefabrik og teglværk.
I mellemkrigstiden fortsatte Hedehusene sin udvikling: stationsbyen havde 1.197 indbyggere i 1921, 1.309 i 1925, 1.553 i 1930, 1.551 i 1935 og 1.603 indbyggere i 1940.
Efter 2. verdenskrig fortsatte Hedehusenes udvikling: byen havde 1.676 indbyggere i 1945, 2.145 i 1950, 3.373 i 1955 og 4.420 i 1960. Byen havde da bredt sig fra Høje-Taastrup Kommune til Hvedstrup-Fløng Kommune, hvor bebyggelsen Ny Fløng var opstået, og Reerslev-Vindinge Kommune.

## Hedehusene i dag
I dag er Hedehusene sammenvokset med Kallerup og Fløng i nord og Baldersbrønde i øst. Mod syd er bydelen Nærheden bygget. Hovedgaden, som Roskildevej hedder på denne strækning, er den vigtigste handelsgade. Rockwool vest for byen er den største arbejdsplads.
Byen har bl.a. apotek, bibliotek, restauranter, bager, supermarked og flere pizzeriaer.
Hedeland vest og syd for byen er et enestående og særpræget naturområde i tidligere grusgravsområder.
Hedehusene har et rigt foreningsliv og gode idrætsfaciliteter blandt andet i FDF Hedehusene og Hedehusene Idrætspark. I Fløng findes der en svømmehal.
Kvarteret Charlotteager var til 2020 på Transport- og Boligministeriets såkaldte Særligt udsatte almene boligområder (ghettolisten).

## Hedehusene Kulturpark
Hedehusene Kulturpark blev anlagt i 1989 med en række skulpturer, bakker og beplantning. Den gang hed parken Hedehusene Bypark. I 2015 skiftede parken navn til Hedehusene Kulturpark og der blev etableret en oplevelsessti i parken, der formidler og iscenesætter Hedehusenes industrielle historie og landskab. Kulturparken er den første park i Danmark, der fortæller en bys historie.
Oplevelsesstien: Stien starter ved Hedevolden. Undervejs går stien forbi søen, skulpturer, Hedehuset og legepladsen.
Belægningen på oplevelsesstien er en blanding af beton, tegl, sten og grus. Belægningen afspejler de forskellige byggematerialer, der er blevet fremstillet i Hedehusene. Stiens belægning er således et historiefortællende element. Selve Hedehusene bys historie er fortalt gennem plancher nedlagt i stien og grafik i væggene på de gennembrudte bakker.
Stien slutter ved Ansgarkirken og spejderhytten.
Hedehuset: Midt i Hedehusene Kulturpark ligger Hedehuset. Det er et af Høje-Taastrups kommunes tre kulturhuse. Hedehuset blev bygget i 1988 og har en stor konferencesal, flere mødelokaler, loungeområder og café. I 2019 blev Hedehuset renoveret. 

## Gravhøjen Gammelsøhøj
Ved Hotelvej ligger gravhøjen Gammelsøhøj. Gravhøjen er opkaldt efter den Gammelsø, der lå i en lavning, hvor det senere A/S Hedehus-Teglværket lå. Søen var så stor, at den gik helt op til Gammelsøhøj. Højen blev opført i ældre bronzealder, det vil sige for over 3000 år siden, men højen blev brugt til begravelser helt op til yngre bronzealder, ca. 500 år før vor tidsregning. I 1934 blev højen udgravet af Nationalmuseet, og her fandt man flere grave med brændte knogler samt gravgods, der bestod af en ragekniv, et spænde, nåle og dobbeltknapper. Efter udgravningen blev højen frigivet til sløjfning, men det lykkedes for lokale kræfter at få den fredlyst.

## Hedemarkedet
Torsdag i ulige uger afholdes der om eftermiddagen torvedag på Den Røde Plads ved stationen. Markedet bliver kaldt for Hedemarkedet. Af boder er delikatesser, håndarbejde, genbrug, planter og blomster. Der kommer også oste – og fiskebil på markedet.

## Traditioner
Hvert år holdes der byfest på Hovedgaden. Hovedgaden afspærres og der opsættes boder, musikscene, øl – og madtelte. Byfesten er samtidig foreningernes dag. Byens foreninger, klubber, og politiske partier har boder, hvor de præsenterer deres aktiviteter og hverver nye medlemmer.
Hedehusene Erhvervsforening er arrangør af tøndeslagningen på Hovedgaden til fastelavn, sommermarked og høstmarked samt juletræstændingen på Den Røde Plads. Juletræstændingen er lørdag før 1.søndag i advent. Til juletræstændingen er der gratis gløgg, æbleskiver, sang, brandbiler og julemarked i stationsbygningen.
Hedehusene Erhvervsforening står også bag pyntningen af Hovedgaden og Vesterkøb til halloween, jul og påske.

## Hedehusene under besættelsen
Modstandsbevægelsen i Hedehusene startede på det lokale fodboldhold. I Hedehusene var der ventegrupper og en aktivgruppe. Der var omkring 60 modstandsmænd i Hedehusene. Englænderne kastede våben ned ved Skjoldenæsholm. Roskildegrupperne kørte våbnene fra Skjoldenæsholm til Vindinge, hvor modstandsgruppen i Hedehusene hentede dem. Både våben og ammunition blev fragtet fra Vindinge til Hedehusene på cykel. Da våbnene kom til Hedehusene, blev de fordelt i krat og grøfter. Bomberne blev gemt i Boserup Skov. Ved slutningen af krigen blev våbnene opbevaret på Ansgarkirkens loft. Der blev også gemt våben i et drivhus i Reerslev.
Sabotage mod Kemikaliekompagniet DANYDEA A/S
Den 14. juni 1943 udførte modstandsbevægelsen sabotage mod Kemikaliekompagniet DANYDEA A/S. Fabrikken lå på A/S Hedehus-Teglværkets grund.
Fabrikken arbejdede ikke direkte for Værnemagten, men var et nyoprettet datterselskab af F.L. Smith, som havde betydeligt arbejde for besættelsesmagten. Samtidigt gik der rygter om, at fabrikken skulle fremstille giftgas. En sprængladning blev anbragt på fabrikkens dampkedel. Eksplosion satte bygningen i brand. Der blev sprængt hul i kedlen, og døre og vinduer i maskinhuset blev revet ud. Næsten hele bygningen, der hovedsageligt var bygget af træ, stod omspændt af flammerne.
Sabotage ved viadukten
Den 1. juli 1944 tippede modstandsbevægelsen en togvogn ned fra jernbanesporet på viadukten, så den faldt ned og spærrede Roskildevej. En anden togvogn, der også blev skubbet, blev hængende på viadukten. Togene blev skubbet med lygtepæle. Der deltog omkring 50 mand i aktionen. Flere af dem, der medvirkede ved aktionen forsvandt ud af byen for at gå under jorden. Senere samme dag var der voldsom skydning i gaderne i Hedehusene; teglværksingeniør Fabricius blev skudt ned, fordi han var enarmet og ikke kunne løfte begge hænder, da tyskerne råbte: ”Hænderne op!”. Tyskerne troede fejlagtigt at han var bevæbnet. 
Hedehusene Skole
Hedehusene Skole blev i 1945 beslaglagt af tyskerne, der brugte den som kaserne. Undervisningen af børnene i Hedehusene foregik derfor i i Missionshuset, Falkereden, Ludvig Finds Atelier, Baldersbrøndes gamle skole og i sognefoged Olsens spisestue i Baldersbrønde. Da tyskerne senere i 1945 forlod Hedehusene Skole, blev skolen ryddet. Efter sigende stank der af gule ærter, som tyskerne havde efterladt.
Befrielsesstenen
Ved Fritidspladsen i Baldersbrønde blev der den 14. oktober 1945 rejst en befrielsessten. På stenen er der indhugget:
”TIL MINDE OM DANMARKS BEFRIELSE 5.MAJ 1945”
Modstandsbænken
Den 4. maj 2018 blev modstandsbænken i Hedehusene indviet. Bænken er inspireret af den lokale modstandsbevægelse i Hedehusene. Bænken forestiller en væltet togvogn. Op ad togvognen hviler en lygtepæl af den type, som blev brugt til at vælte togvogne med ved viadukten. Bænken er en hyldest til modstandsbevægelsen i Hedehusene og dens kamp for at sabotere besættelsesmagten under krigen.

## Hedelykke
I februar 1888 tog en gruppe landmænd ved et møde på Hedehuskroen en beslutning om, at oprette et andelsmejeri i Hedehusene. Det blev den spæde begyndelse på Hedelykke, der allerede den 19. september 1888 var klar til sin virksomhed, som det første andelsmejeri på egnen.
De første år var man oppe på at få indvejet 3000 kg mælk om dagen, stigende til 7000 kg dagligt omkring år 1900.
I 1913, hvor mejeriet havde 25 års jubilæum, var der 240 leverandører, hvoraf den største havde 24 køer.
Den årlige produktion lød nu på 3,6 millioner kg mælk og 140.000 kg smør.
Det nye mejeri:
Mejeriet blev efterhånden for lille til den store produktion, så i 1931 blev man enige om at bygge et helt nyt mejeri med plads til mælk-, smør- og ostefabrikation, bl.a. Fiona Rygeost.
På dette tidspunkt var man oppe på 275 leverandører med 1900 køer, en produktion på ca. 5.6 millioner kg mælk og 185.000 kg smør.
I de næste år steg produktionen stille og roligt, bl.a. fordi flere af de omkringliggende mejerier blev nedlagt, og gårdmændene derfor leverede deres mælk til Hedelykke.
Produktionen i 1973 var oppe på ca. 12 millioner kg mælk og ca. 25.000 kg smør.
Særligt smørret var med til at gøre Hedelykke berømt, idet det vandt talrige bronze- og sølvmedaljer. I 1984 blev det endog til en guldmedalje og en ærespræmie.
Samme år var der på generalforsamlingen afstemning, om man skulle gå med i mejerisammenslutningen MD Foods. Det blev besluttet med et meget lille flertal.
Denne aftale løb til 1990, hvor den kunne fornyes. Dette blev aldrig aktuelt, så den 2. juli 1990 lukkede Andelsmejeriet Hedelykke efter 102 år i Hedehusene.
Hedelykke i dag:
Hedelykke fremstår meget velholdt og er løbende renoveret. Ved renoveringen er hesteboksene fra 1888 og de store mejerihaller blandt andet bevaret.
Hedelykke er i dag en investeringsejendom. Hedelykke er på 3.135 m2 og indeholder 18 lejligheder, 8 klubværelser, 5 erhvervslejemål samt en selvstændig villa på 328 m2 med 8 klubværelser. Profil Optik har hovedsæde på Hedelykke.
Udover bygningerne minder to vejnavne i Hedehusene, om at Hedelykke var et af Sjællands største Andelsmejerier,: Hedelykke og Mejerivej.

## Dansk Datahistorisk Museum
Datamuseet drives af Dansk Datahistorisk Forening og ligger på den nedlagte skole Charlotteskolen.

Dansk Datahistorisk Museums opgave er at indsamle, registrerer og bevarer udstyr og dokumenter fra den danske data-udvikling. På museet kan man få indblik i datalogiens danske historie. Museet har udover, faste og skiftende udstillinger, også en stor foredragssal. Museet blev indviet 13. februar 2022, hvor borgmester Michael Ziegler klippede den røde hulstrimmel over. 

## Film optaget i Hedehusene
Hedehusene er blevet brugt som filmlokation i flere film. Blandt andet i:
- Olsen-banden her bliver bygningen på Vesterkøb 15 brugt som politistation.[31]

- Olsen-banden på spanden er scenen med Dynamit-Harrys transporter og helikopteren optaget på Hovedgaden. I samme film er der scener optaget i Hedeland, Gl. Grusgrav.[31]
- Olsen-bandens store kup er scenen hvor der stjæles 26 kræmmerhuse optaget på Stærkendevej 175.[31]
- Olsen-bandens flugt over plankeværket er der optaget scener i Hedeland, Gl. Grusgrav.[31]
- Olsen-banden over alle bjerge er der optaget scener i Hedeland, Gl. Grusgrav.[31]
- Rend mig i revolutionen er der optaget scener i Hedeland, Gl. Grusgrav.[32]
- Kidnapning er der optaget scener i Hedeland, Gl. Grusgrav.[32]
- Storm er optaget på Kallerupbanen.[33]

## Indvandrere
Fra slutningen af 1970'erne til begyndelsen af 1980'erne bosatte de første indvandrere sig i Hedehusene, og de var blandt de første der lejede boliger i Charlotteager lige efter dens opførelse. I dag ses beboere af 30 forskellige nationaliteter. Den største indvandregruppe er fra Tyrkiet hovedsageligt fra byerne Sivas (Şarkışla), Konya (Cihanbeyli) og Ankara (Haymana). Men der er mindre grupper fra det tidligere Jugoslavien (Bosnien, Kosovo, Kroatien), Pakistan, Marokko, Afghanistan, Iran og Irak. Deres tilstedeværelse præger det varierede udbud af forretninger.
Der er omkring 1.000 – 1.500 indvandrere i Hedehusene.

## Skulpturer
Der er opsat skulpturer flere steder i Hedehusene.
- 3 heste (2019) er et mur-relief skabt af Stine Hvid. Mur-relieffet er opsat på gavlen af hestestalden ved Hedehusgårdens Rideklub.[34]

- Den skabende hånd er en bronzeskulptur skabt af Prins Henrik. Den står foran DSV. Skulpturen blev opsat i 2015.[35]

- Lille dansker (1988) er en bronzeskulptur skabt af Kirsten Ortwed. Den står i Hedehusene Kulturpark.[36]

- Lille skulptur (1998) er en granitskulptur skabt af John Rud Petersen. Den står i Hedehusene Kulturpark.[37]

- Pind (1988) er en bronzeskulptur skabt af Kirsten Ortwed. Den står i Hedehusene Kulturpark.[38]

- Skulptur (Markan Christensen) (2001) er en bronzeskulptur skabt af Markan Christensen. Den står i Hedehusene Kulturpark.[39]

- Skulptur med huller (1988) er en bronzeskulptur skabt af Kirsten Ortwed. Den står i Hedehusene Kulturpark.[40]

- Sort svensk ørn (2005) er en granitskulptur skabt af Anders Friis. Den står ved Hedehusene Skole.[41]

- Uden titel (John Rud Petersen) (1988) er en granitskulptur skabt af John Rud Petersen. Den står i Hedehusene Kulturpark.[42]

- Ung pige – Taastruppigen (1935) er en bronzefigur skabt af Frantz Viggo Hansen. Den står ved Plejecenteret Baldersbo.[43]

- Vulkanland, Award (2000) er en granitskulptur skabt af Finn Nielsen. Den står foran Rockwool.[44]

## Vandreruter
Der er mange cykel- og løbe/vandreruter i Hedehusene.
Kløverstierne:
Fra Hedehusene Station udgår Kløverstierne. Stierne slynger sig rundt og forbinder aktivitetsmuligheder og lokale seværdigheder. Der er opsat informationstavler ved rutens interessepunkter, hvor der fortælles om lokalhistorie.
Rødrute er 7,5 kilometer og den sorte er 11 kilometer lang.
Ruten er afmærket med forskellige typer skilte med kløverpile. Nogle er små klistermærker med kløverpile mens andre er metalskilte. Skiltene sidder på forskellige ting f.eks. lygtepæle.
Pilgrimsruten:
Den Danske Pilgrimsrute går gennem Hovedgaden. Seværdigheder på strækningen der går gennem Hedehusene er Ansgarkirken og Kallerupstenen.
Maratonringen:
Maratonringen er en 42 km. lang, afmærket motions- og cykelrute, der er velegnet til naturoplevelser, leg og bevægelse i et spændende og afvekslende landskab. Langs hele Maratonringen er der etableret rekreative faciliteter og opholdsmuligheder.
Maratonringens røde rute på 42 km går gennem Hedehusene. Den blå maratonring på 21 km og den grønne på 30 km går også gennem Hedehusene.
Hedeland:
I Hedeland findes der en afmærket natursti på 5 km. En afmærket rødrute på 6 km og en afmærket blårute på 9 km.